# Divoch (film, 1953)
Divoch (v anglickém originále The Wild One) je americký film režiséra László Benedeka z roku 1953. Hlavní role v něm hrají Marlon Brando a Mary Murphy. Námětem filmu je povídka "The Cyclists' Raid", jejímž autorem je Frank Rooney. Ta byla inspirována skutečnou událostí, ke které došlo v kalifornském Hollisteru v červenci 1947.

## Děj

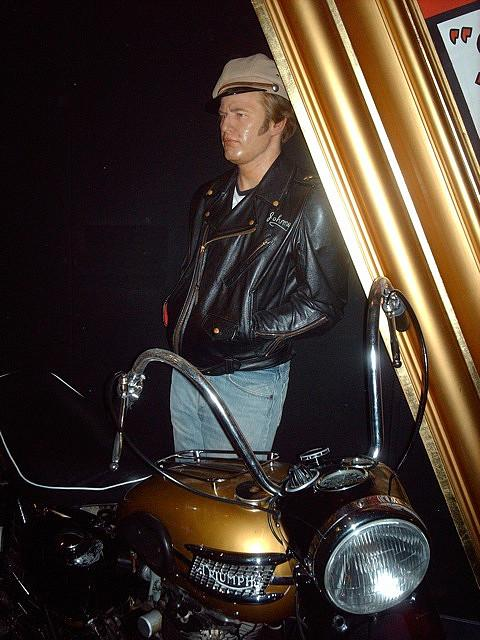
Marlon Brando - The Wild One
vosková figurína v muzeu Madame Tussauds v Londýně

Hlavní hrdina Johnny Strabler (Marlon Brando) je vůdcem motorkářského gangu Černí rebelové. Jsou to mladí lidé, kteří se jen tak projíždějí po Spojených státech, aniž by měli nějaký konkrétní cíl, bouří se proti všem pravidlům a vysmívají se autoritám. Jednou přijedou do města Carbonville v Kalifornii, způsobí zde veřejné pohoršení a naruší oficiálně pořádaný motocyklový závod. Jeden z členů gangu navíc ukradne sošku motocyklisty, připravenou jako cenu za 2. místo (protože cena za 1. místo byla příliš velká a nedala se schovat). Sošku přenechá ji Johnnymu, který si ji připevní na svůj motocykl.
Nicméně, po výzvě šerifa motorkáři město opouští.
Později přijedou do městečka Wrightsville. Jeho obyvatelé z nich sice mají strach, ale zpočátku se snaží s nimi vycházet. Členové gangu však uspořádají ilegální závody v ulicích a svou bezohlednou jízdou zaviní nehodu. Místní starousedlík Art Kleiner má nabourané auto a jeden z motorkářů je zraněn. Obecní strážník Harry Bleeker, postarší a smířlivý muž, nicméně odmítá jednat, protože je na celé město sám a domnívá se, že taktičtější bude řešit věci po dobrém. Johnny rozhodne, že Černí rebelové kvůli zranění kamaráda zůstanou ve městě déle. Harryho bratr Frank Bleeker je rád, protože provozuje ve městě bar, a ochotně do něj motorkáře zve v očekávání velkých zisků.
Ve Frankově podniku pracuje kromě starého sluhy Jimmyho také Harryho půvabná dcera Kathie (Mary Murphy). Když se s ní Johnny setká, na první pohled se do ní zamiluje. Vytrvale jí naznačuje zájem, ukazuje jí sošku ze závodů (předstíraje, že ji vyhrál), žádá ji o tanec, nabízí jí vyjížďku do sousedního města. Kathie všechno zdvořile odmítá, ale Johnnyho temná, charismatická osobnost ji rovněž přitahuje. Do baru přijde také Harry Bleeker a pokouší s Johnnym přátelsky domluvit, aby nedošlo k dalším problémům. Johnny se s ním však odmítá bavit a když zjistí, že Kathie je jeho dcera, odchází.
Do města přijíždí znepřátelený motorkářský gang, Brouci. Jejich vůdce Chino má s Johnnym nevyřízené účty. Vyjde najevo, že oba gangy byly dříve jeden velký - než jej Johnny rozdělil. Chino neustále provokuje Johnnyho, sebere mu sošku a prozradí před Kathie, že Johnny nic nevyhrál. Nakonec vyvolá rvačku, ve které má však Johnny navrch.
Mezitím dojde k další nehodě. Charlie Thomas, místní hrubián, se za každou cenu snaží projet ucpanou silnicí, porazí několik stojících motocyklů a lehce zraní jednoho z Brouků. Chino ho vytáhne z auta a navádí členy obou gangů, aby mu auto převrátili. V tuto chvíli již zasáhne Harry Bleeker, zatýká China i Charlieho, ale když je upozorněn, že Charlie by mu v budoucnu mohl způsobit potíže, odvádí nakonec na stanici pouze China.
Johnny se vrátí do baru, kde dojde k první ostřejší výměně názorů mezi ním a Kathie. Kathie připustí, že její otec je vnitřně slabý a bojí se jednat spravedlivě. Proto je ve městě terčem posměchu a nemá právo na práci policisty - stejně jako Johnny nemá právo na kradenou sošku. Vyzve ho, aby ji vrátil tomu, kdo ji skutečně vyhrál. Johnny jí však hrubě odpoví, že mu nikdo nebude říkat, co má dělat, a jde od ní pryč.
Později v noci dostanou motorkáři nápad osvobodit China z vězení. Brouci přepadnou telefonní ústřednu a vyženou spojovatelku, čímž ochromí komunikaci ve městě, zatímco Černí rebelové unesou Charlieho, otevřou Chinovu celu a chtějí je vyměnit. Chino je ovšem tak opilý, že nedokáže ani odejít, a tak je tam zavřou oba. Poté se všichni vrátí do Frankova lokálu a nezřízeně pijí.
Místní lidé Charlieho osvobodí a rozhodnou se jednat na vlastní pěst. Johnny se mezitím setká se svou bývalou přítelkyní, která se mu vyloženě nabízí; on jí však nevěnuje pozornost, protože myslí na Kathie.
Vydá se ji hledat do baru právě ve chvíli, kdy opilí členové obou gangů začínají demolovat vybavení. Zoufalý Frank se snaží bar zavřít a dostat je ven, což ovšem spustí násilnosti v ulicích. Gangsteři ničí město a terorizují obyvatele. Skupina Černých rebelů si vybere za oběť Kathie. Začnou ji nahánět na motocyklech a obklíčí ji. Na poslední chvíli se objeví Johnny, před nímž si nikdo nedovolí pokračovat, a odveze Kathie do parku za město. Tam jí opět předvádí svou drsnou a siláckou pózu, ale Kathie se tím již nenechá oklamat a nebojí se ho. Brzy dojde k důvěrnému rozhovoru, při kterém mu Kathie vyjeví své dosud skrývané city a prozradí mu své tajné přání: chtěla by odjet s ním. Oba však vědí, že jí Johnny nemůže nabídnout plnohodnotný a spořádaný život, a že jejich vztah za dané situace nemá budoucnost. Johnny v domnění, že to tak bude lepší, předstírá, že ji nemiluje. Kathie se rozpláče a utíká zpět do města, Johnny ji hledá.
Art Kleiner spatří běžící a plačící Kathie, za níž jede Johnny na motorce. Mylně si to vyloží jako útok. Trpělivost místních lidí je u konce. Charlie, Art, Frank a mnoho dalších mužů z města začne pronásledovat Johnnyho. Chytí jej, odvezou autem do Charlieho obchodu a začnou jej kolektivně bít. Kathie mezitím přiběhne ke svému otci a úpěnlivě ho prosí, aby zakročil, jinak dav Johnnyho umlátí. Bleeker se skutečně vydá na místo a snaží se uklidnit své sousedy s tím, že pokud Johnny něco provedl, bude potrestán - avšak podle zákona, ne takhle. Johnny zatím využije situace, vytrhne se jim a utíká. Snaží se ujet na své motorce, ale někdo z davu po něm hodí těžkou železnou montpáku a zasáhne jej. Johnny spadne na zem; jeho motocykl ovšem jede bez řidiče dál a srazí starého Jimmyho, který na místě zemře.
Přijíždí šerif Singer se svými muži a obnoví pořádek. Johnny je zatčen a obviněn ze zabití Jimmyho. Všichni mu přejí co nejtvrdší trest, a tak nechávají šerifa v domnění, že Johnny Jimmyho prostě přejel. Obviňují také Harryho, že proti výtržnostem nezakročil včas. Jen Kathie se za Johnnyho přimlouvá a tvrdí, že je nevinen a že chtěl pouze odjet. Ve snaze pomoci mu vypoví, že před incidentem byla s ním, že ji zachránil před dotírajícími gangstery a že nikdy neměl v úmyslu jí ublížit. Když Art a Frank vidí, jak se Kathie trápí, rozhodnou se říci pravdu o montpáce, a dosvědčí tak Johnnyho nevinu. Johnny je propuštěn, ale nedokáže jim ani poděkovat.
Motorkáři musejí zaplatit všechny škody a jsou vykázáni z města. Johnny se však ještě jednou vrátí (již sám) a zajde do Frankova lokálu, aby se ještě naposledy rozloučil s Kathie. Nejprve se snaží skrýt své ponížení a předstírá, že odjede, jakmile vypije kávu, ale pak se vrací, smutně se na Kathie usměje a dá jí svou kradenou sošku - na památku a na znamení, že s tímto násilnickým životním stylem končí.

## Zajímavosti
Divoch je považován za první film s tematikou motorkářských gangů, který byl kdy natočen. V době svého vzniku byl pro tehdejší společnost natolik šokující, že ve Velké Británii byl až do roku 1967 zakázán.
Motocykl Triumph Thunderbird 6T, se kterým Marlon Brando účinkoval v tomto filmu, byl jeho vlastní.